# La Gran Lucha
La Gran Lucha är en ort i Mexiko.   Den ligger i kommunen San Juan Bautista Valle Nacional och delstaten Oaxaca, i den sydöstra delen av landet, 300 km sydost om huvudstaden Mexico City. La Gran Lucha ligger 117 meter över havet och antalet invånare är 553.
Terrängen runt La Gran Lucha är huvudsakligen kuperad. La Gran Lucha ligger nere i en dal. Runt La Gran Lucha är det ganska glesbefolkat, med 47 invånare per kvadratkilometer. Närmaste större samhälle är San Juan Bautista Valle Nacional, 1,2 km öster om La Gran Lucha. I omgivningarna runt La Gran Lucha växer i huvudsak städsegrön lövskog.